# Ives Magherman
Ives Sabin Magherman (Ronse, 9 december 1809 - 10 juni 1887) was een Belgisch volksvertegenwoordiger en burgemeester voor de Katholieke Partij.

## Levensloop
Magherman was een zoon van de burgemeester van Ronse en jurist Jean-Joseph Magherman en van Isabelle Buysse de Roobost. Hij trouwde met Marie Vander Eecken.
Hij promoveerde tot doctor in de rechten (1831) aan de universiteit van Gent en vestigde zich als advocaat aan de balie van Oudenaarde.
Van 1836 tot 1846 was hij provincieraadslid in Oost-Vlaanderen.
In 1834 werd hij verkozen tot gemeenteraadslid en schepen van Ronse en van 1841 tot 1848 was hij burgemeester van deze stad.
In 1852 werd hij verkozen tot katholiek volksvertegenwoordiger voor het arrondissement Oudenaarde en hij vervulde dit mandaat tot aan zijn dood.